# Секрет у їхніх очах
«Секрет у їхніх очах» (англ. Secret in Their Eyes) — американський кінотрилер режисера Біллі Рея, що  вийшов  2015 року. У головних ролях Чиветел Еджіофор, Ніколь Кідман, Джулія Робертс. Стрічка є ремейком «Таємниця в його очах» (2009).
Вперше фільм  продемонстрували 19 листопада 2015 року в Україні та низці інших країн.

## Сюжет
Слідчі ФБР Рей і Джесс стикнулися зі жахливим злочином: доньку Джесс було жорстоко вбито. Через тринадцять років Рей повертається в Лос-Анджелес щоб розкрити злочин.

## Творці фільму

### У ролях
| Актор            | Роль                    |
| ---------------- | ----------------------- |
| Чиветел Еджіофор | Рей, слідчий ФБР        |
| Джулія Робертс   | Джесс, слідчий ФБР      |
| Ніколь Кідман    | Клер, окружний прокурор |
| Дін Норріс       | Бампі                   |
| Майкл Келлі      | Сіферт                  |
| Альфред Моліна   | Мартін Моралес          |
| Ліндон Сміт      | Кіт                     |
| Джо Коул         | Марзін                  |
| Росс Патрідж     | Елліс                   |

### Знімальна група
Кінорежисер — Біллі Рей, сценаристом був Біллі Рей, кінопродюсерами — Метт Джексон і Марк Джонсон, виконавчими продюсерами — Метт Бернсон, Хуан Хосе Кампанелла, Стюарт Форд, Рассел Левін, Єремія Семюелс, Джон Юфленд. Композитор: Еміліо Каудерер, кінооператор — Даніель Модер, кіномонтаж: Джим Пейдж. Підбір акторів — Шарон Бяли, художник-постановник: Нельсон Коутс, артдиректор: Колін Де Роін, художник по костюмах — Шай Канліфф.

## Сприйняття

### Оцінки
Станом на 20 жовтня 2015 року рейтинг очікування фільму на сайті Rotten Tomatoes становив 99 % із 1 126 голосів, середня оцінка 4,2/5.
Фільм отримав змішано-негативні відгуки: Rotten Tomatoes дав оцінку 41 % на основі 98 відгуків від критиків (середня оцінка 5,5/10) і 47 % від глядачів зі середньою оцінкою 3,2/5 (9 916 голосів). Загалом на сайті фільми має негативний рейтинг, фільму зарахований «гнилий помідор» від кінокритиків і «розсипаний попкорн» від глядачів, Internet Movie Database — 6,3/10 (3 719 голосів), Metacritic — 45/100 (26 відгуків критиків) і 4,3/10 від глядачів (18 голосів). Загалом на цьому ресурсі від критиків і від глядачів фільм отримав змішані відгуки.

### Касові збори
Під час показу у США, що розпочався 20 листопада 2015 року, протягом першого тижня фільм показали у 2 392 кінотеатрах і він зібрав 6 652 996 $, що на той час дозволило йому зайняти 5 місце серед усіх прем'єр. Станом на 7 січня 2016 року показ фільму триває 49 днів (7 тижнів) і зібрав за цей час у прокаті у США 20 139 477 долар США, а у решті світу 8 124 794 $, тобто загалом 28 264 271 доларів США при бюджеті 20 млн доларів США.

### Виноски
1. 1 2  Secret in Their Eyes: The Ghost Dimension: Release Info (англ.). Internet Movie Database. Архів оригіналу за 17 квітня 2016. Процитовано 20 жовтня 2015.
2. 1 2  Секрет у їхніх очах. Kino-teatr.ua. Архів оригіналу за 18 листопада 2015. Процитовано 20 жовтня 2015.
3. 1 2  Charles Bramesco (3 грудня 2014). Argentina’s The Secret In Their Eyes will soon see an English remake (англ.). The Dissolve. Архів оригіналу за 2 жовтня 2015. Процитовано 20 жовтня 2015.
4. 1 2  The Secret in their Eyes (2015) (англ.). Box Office Mojo. Архів оригіналу за 25 березня 2016. Процитовано 10 січня 2016.
5. 1 2 3 4  Secret in Their Eyes (2015) (англ.). The Numbers. Архів оригіналу за 2 січня 2016. Процитовано 10 січня 2016.
6. 1 2  Secret in Their Eyes (англ.). Internet Movie Database. Архів оригіналу за 9 січня 2016. Процитовано 10 січня 2016.
7. ↑  Secret in Their Eyes (2015) (англ.). AllMovie. Архів оригіналу за 27 листопада 2015. Процитовано 20 жовтня 2015.
8. ↑  Secret in Their Eyes: Full Cast & Crew (англ.). Internet Movie Database. Архів оригіналу за 17 квітня 2016. Процитовано 20 жовтня 2015.
9. ↑  Secret in Their Eyes (англ.). Rotten Tomatoes. Архів оригіналу за 7 лютого 2016. Процитовано 10 січня 2016.
10. ↑  Secret in Their Eyes (англ.). Metacritic. Архів оригіналу за 12 грудня 2015. Процитовано 10 січня 2016.